# Јабланица (археолошко налазиште)
Јабланица је заштићено археолошко налазиште које се налази у селу Плеш, на територији општине Александровац у јужном делу Србије. Децембра 2023. године проглашено је за културно добро III категорије.

## Опис
Археолошко налазиште Јабланицe у селу Плеш налазе се на 269 m надморске висине планине Гоч, на равном платоу речне терасе потока Јабланица. Заузима површину од 33.183 m2 која се налази је у власништву више лица. Чине је ливаде и имања која се обрађују. Године 2014. на територији археолошког налазишта пронађени су остаци античког купатила за које се процењује да потиче из 3–4. века. Остаци купатила утврђени су у нивоу темеља, а део објекта је локално становништво рашчистило и користило као црквиште, крајем 19. века.
Истраживања су настављена 2020. године, када се уз помоћ геофизичких поступака утврдило да је објекат купатила део већег грађевинског комплекса. Издвојене су три зоне за које се верује да садрже објекте већих димензија.

## Заштита
Влада Републике Србије је, на седници одржаној 30. новембра 2023. године, донела одлуку о утврђивању Јабланицe у селу Плеш за археолошко налазиште. Налазиште је проглашено за културно добро III категорије.